# Eiken Satō
Eiken Satō (jap. 佐藤 英賢, Satō Eiken; * 8. Januar 1986 in Ogawa, Präfektur Nagano) ist ein japanischer Springreiter, der in Belgien lebt.

## Karriere
Er wuchs mit seinen Geschwistern im Bergdorf Ogawa in der buddhistischen Tempelanlage Myōshō-ji (明松寺) auf. Sein Vater Shōdō (佐藤 正道) ist Abt (jūshoku) des Tempels und war 1980 als Mitglied der japanischen Reiter-Equipe für die Olympischen Sommerspiele 1980 in Moskau nominiert, allerdings konnte er wegen des damaligen Olympiaboykotts nicht daran teilnehmen. Neben dem Tempel befindet sich eine Reitanlage, wo sein Vater Shōdō und sein Bruder Kenki, seine Schwester Tae (佐藤 泰) auf Pferden trainieren.
Bei den Olympischen Spielen 2008 in Peking startete er mit Cayak für Japan.
Im Dezember 2009 wurde er durch seinen Sieg bei der sechsten Etappe des FEI-Weltcups in Mechelen auf einen Schlag bekannt.
Fünf Jahre arbeitete Eiken Satō bei Axel Verlooy, bevor er Ende Januar 2010 in den Stall von Marcus Ehning wechselte. Nur vier Wochen darauf kehrte er in den Stall von Verlooy zurück.
Trainiert wird Satō von Harrie Smolders.

## Pferde

### Aktuelle Pferde
- Cartoon Z Vater: Caretano Z, Muttervater: Alme Z
- Edinburgh (als Aertbreaker in Zangersheide gekört) BWP-Hengst, Vater: Heartbreaker, Muttervater: Ramiro Z
- Usha van't Roosakker (* 1997), braune BWP-Stute, Vater: Chin Chin, Muttervater: Major de la Cour, zuvor von Marlon Módolo Zanotelli geritten.

### Ehemalige Pferde
- Cayak (* 1997), Holsteiner Schimmelwallach, Vater: Calido, Muttervater: Masetto, danach von Annelies Vorsselans, Thomas Whitaker und Jos Verlooy geritten.